# Marta Lankamer
Marta Lankamer (ur. 10 stycznia 1926 w Kępie Soleckiej, zm. 22 sierpnia 2015) – polska nauczycielka, poseł na Sejm PRL IV kadencji.

## Życiorys
Uzyskała wykształcenie niepełne wyższe, z zawodu nauczycielka. Pracowała w oświacie, objęła funkcję kierowniczki Szkoły Podstawowej w Wandalinie. Należała do Zjednoczonego Stronnictwa Ludowego, z jego ramienia w 1965 uzyskała mandat posła na Sejm PRL w okręgu Kraśnik. Zasiadała w Komisji Oświaty i Nauki.
Odznaczona Odznaką 1000-lecia Państwa Polskiego i Orderem Wdzięczności Społecznej za wzbogacanie polskiej wsi w nowe obiekty gospodarcze, socjalne i kulturalne.